# Clubiona robusta
Clubiona robusta este o specie de păianjeni din genul Clubiona, familia Clubionidae, descrisă de L. Koch, 1873. Conform Catalogue of Life specia Clubiona robusta nu are subspecii cunoscute.